# EN205

## Póvoa de Varzim - Arco de Baúlhe
A EN 205 é uma estrada nacional que integra a rede nacional de estradas de Portugal.
Liga Arco de Baúlhe à Póvoa de Varzim, passando por Arco de Baúlhe, Cabeceiras de Basto, Póvoa de Lanhoso, Amares, Prado, Barcelos, Barcelinhos, Barqueiros e Laundos.
Apresenta-se descontinuada em Póvoa de Lanhoso (N 103), e em Soutelo (N 101).

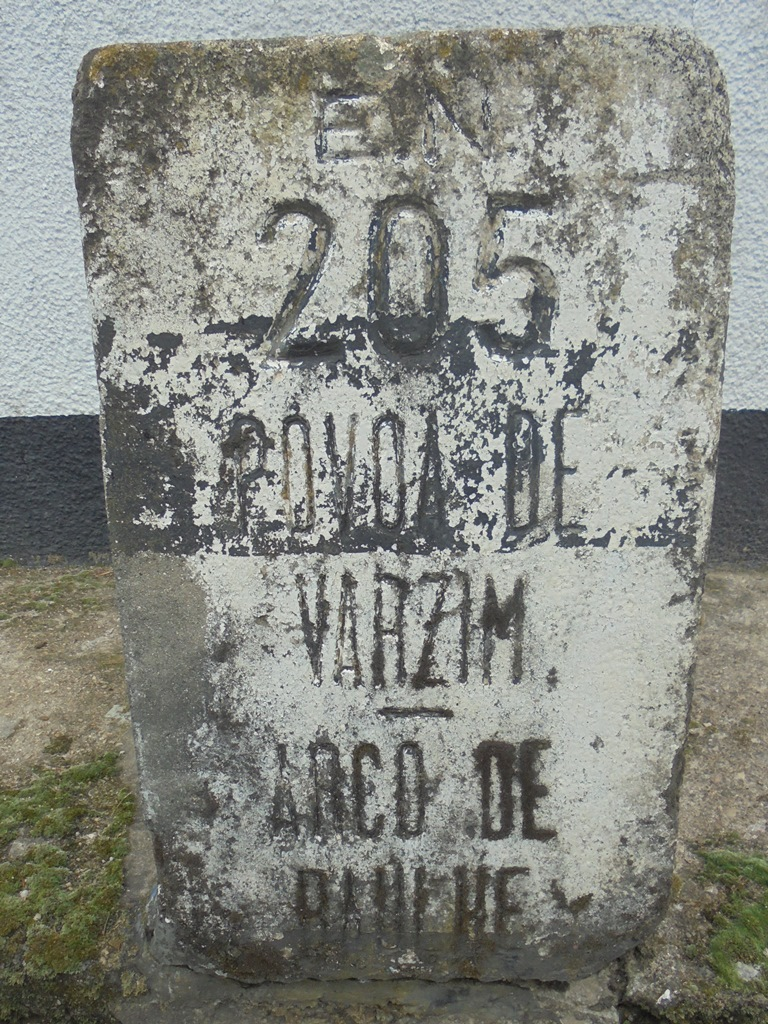
Marco Miriamétrico ao km10 em Barqueiros, concelho de Barcelos

### Troços incluídos noPlano Rodoviário Nacional[1]
Encontram-se incluídos estes troços da N 205 no PRN: 
- Soutelo - Amares (N 101)
- Ferreiros - Póvoa de Lanhoso (N 103)
- Rossas (N 304) - Arcos de Baúlhe

## Ramais
N205-1: Vila Seca - Fão (proximidades)
N205-2: Para a estação de Barcelos
N205-3: Neves - Covas de Bouro

N205-4: Ponte do Porto - Martim